# Psi7 Aurigae
Título a ser usado para criar uma ligação interna é Psi7 Aurigae.
Psi7 Aurigae (Dolones, 58 Aurigae) é uma estrela na direção da constelação de Auriga. Possui uma ascensão reta de 06h 50m 45.96s e uma declinação de +41° 46′ 53.6″. Sua magnitude aparente é igual a 4.99. Considerando sua distância de 364 anos-luz em relação à Terra, sua magnitude absoluta é igual a −0.25. Pertence à classe espectral K3III.